# 阿米娜·阿帕尔
阿米娜·阿帕尔（1933年6月—），女，维吾尔族，新疆乌鲁木齐人，中华人民共和国政治人物，曾任新疆维吾尔自治区人大常委会副主任。